# درد (فیلم ۱۹۸۱)
درد (به هندی: Dard) فیلمی محصول سال ۱۹۸۱ و به کارگردانی آمبریش سانگال است. در این فیلم بازیگرانی همچون دیلیپ کومار، راجش خانا، هما مالینی، پونام دیلون و پورنیما باگیاراج ایفای نقش کرده‌اند.